# Aloe boiteaui
Aloe boiteaui é uma espécie de liliopsida do gênero Aloe, pertencente à família Asphodelaceae.